# Falun
För andra betydelser, se Falun (olika betydelser).

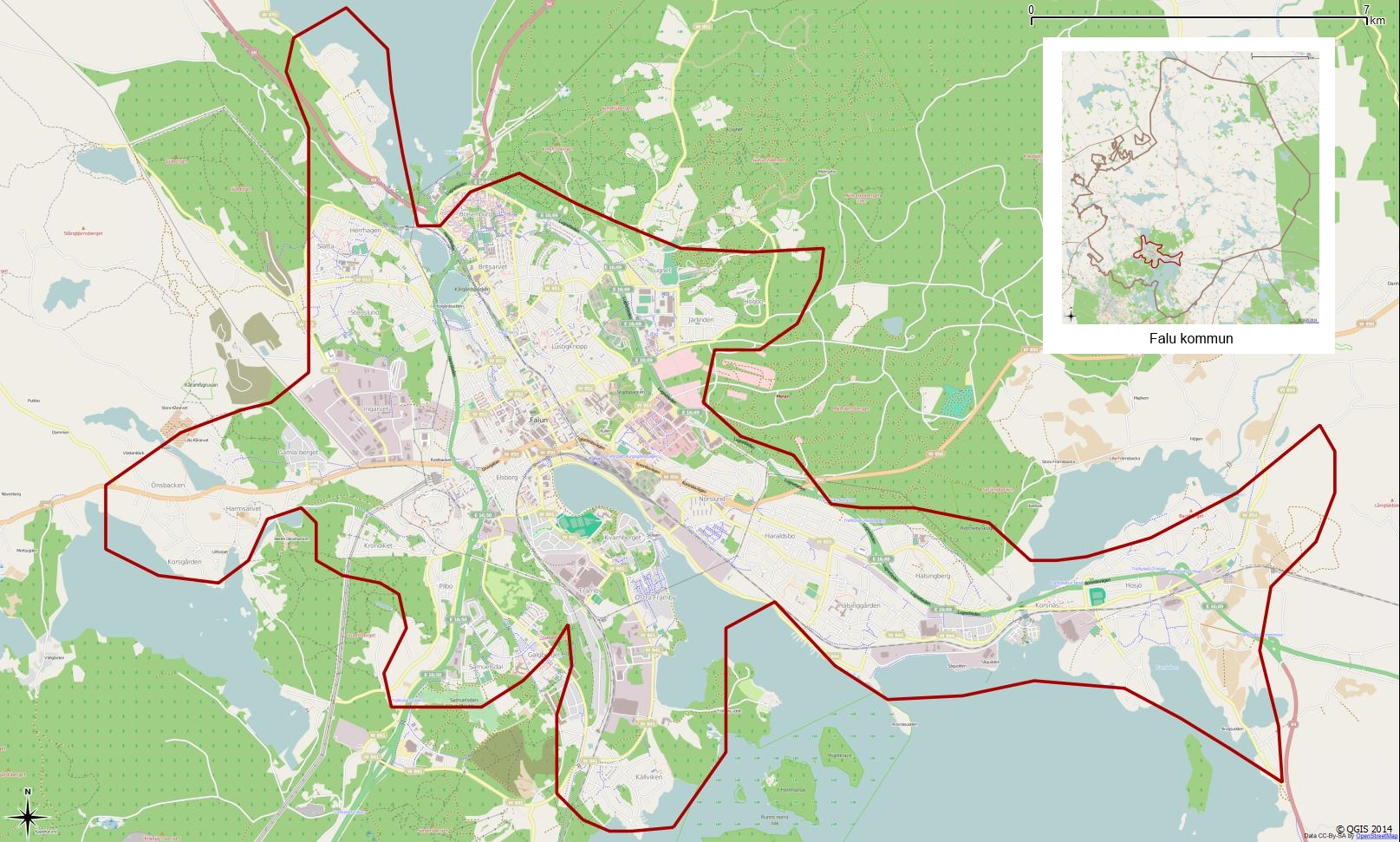
Tätorten Faluns avgränsning 1990.

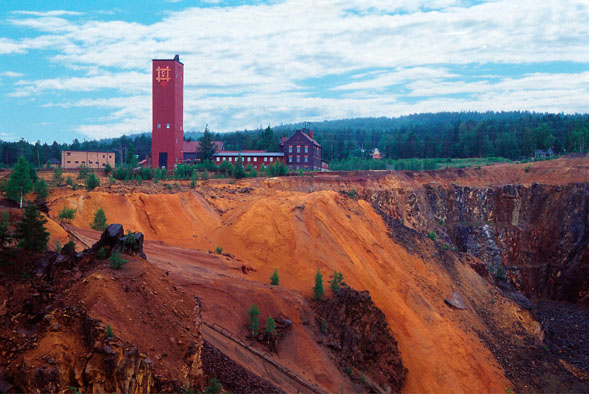
Falu koppargruva och Stora Stöten

Falun är en tätort i Dalarna, centralort i Falu kommun. Falun är Sveriges 28:e största tätort med 37 291 (2010) av kommunens totalt 59 837 invånare (31 dec. 2021). En del av Falun klassas som ett världsarv. Falun är Dalarnas näst största tätort.
Faluån rinner rätt igenom staden och delar den i två delar. På den ena sidan (sydväst om ån) ligger Falu koppargruva, som under många århundraden var en av Sveriges främsta näringsverksamheter. Den sidan kallas därför i folkmun för den gruvliga sidan, då inte mycket växter levde på den av roströken förgiftade marken. På den andra sidan ån (nordost om ån), dit roströken inte nådde, ligger det ett antal stora och vackra gamla villor och bostadsområden som således kallas den ljuvliga sidan. Falu centrum, som ligger på åns östra sida, består av några gågator med butiker. 1998 erhöll staden utmärkelsen Årets stadskärna.
År 2001 upptogs staden, gruvan och bergsmansbygden till världsarv av FN, vilket betyder att staden är värd att bevara då den anses vara en angelägenhet för hela mänskligheten.
Falun har ett rikt kulturliv  med institutioner som Dalarnas museum och Dalateatern liksom fria grupper och aktörer som kulturcentrat Magasinet, Nisserska teatern och festivalerna Folkmusiknatta, Rockstad: Falun och Granny goes street. I Falun finns Högskolan Dalarna, vilket de delar med Borlänge, med sina 18 000 studenter  och spetsutbildningen Musikkonservatoriet. Strax utanför stadskärnan ligger riksskidstadion Lugnet där världsmästerskapen i nordisk skidsport flera gånger arrangerats; senast 2015. 
Kända varumärken från staden är Falu rödfärg, Falu rågrut, Falu ättika och Falukorv.

## Historia

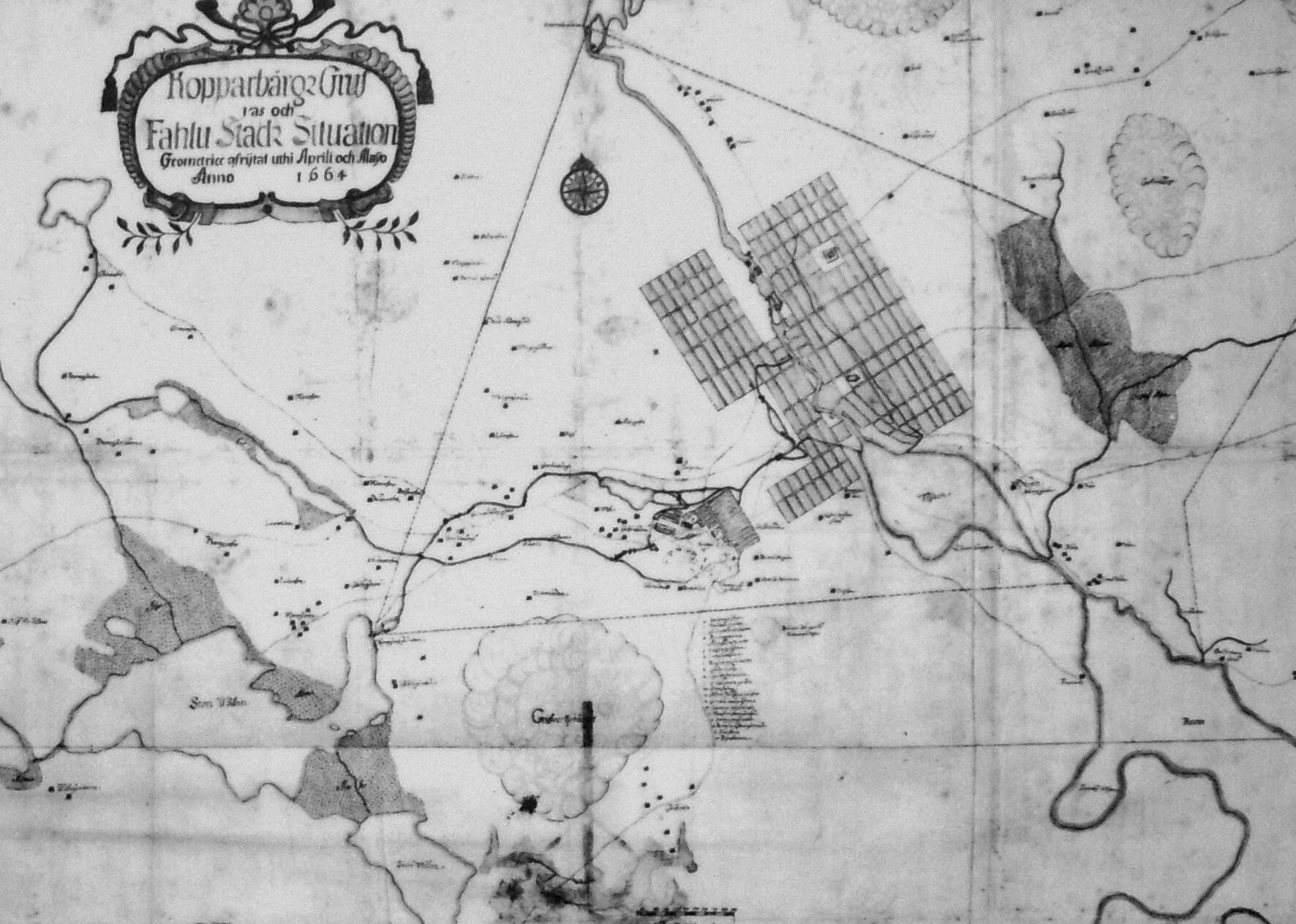
"Falu Stads" första stadsplan utförd i "rutmönster" från april 1664.

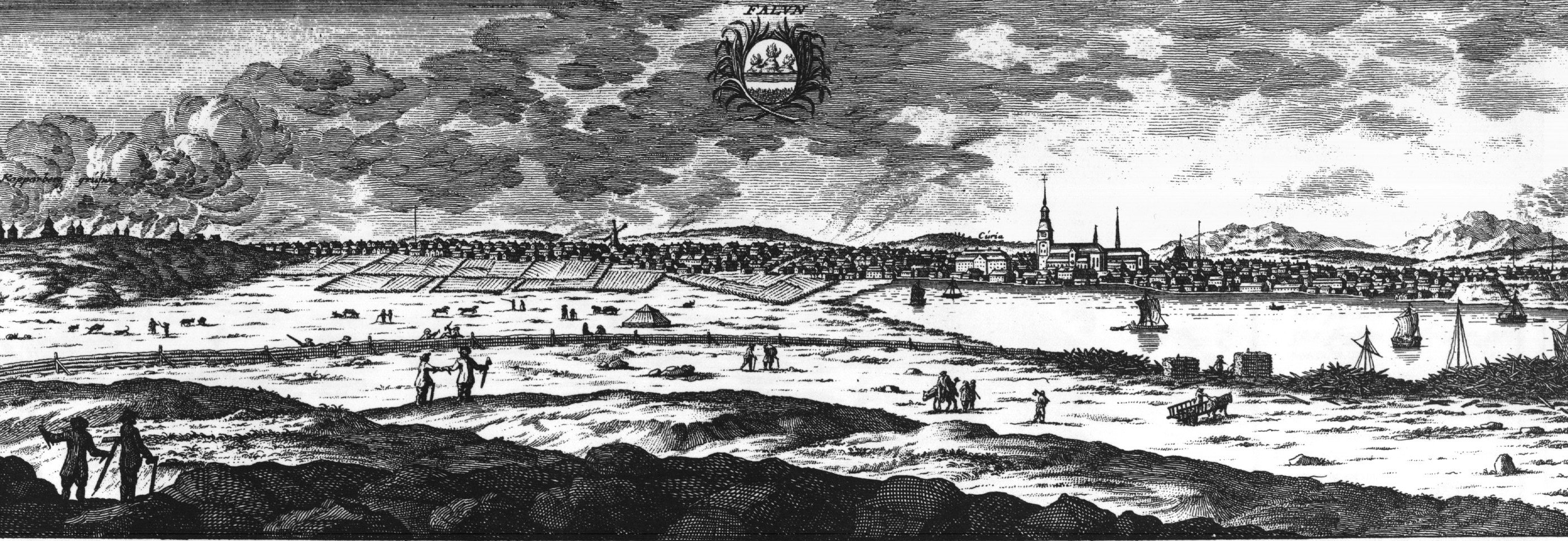
Falun omkring år 1700. Ur Suecia antiqua et hodierna.

Staden Falun har växt upp kring Falu koppargruva och stadens ekonomi var länge helt beroende av kopparutvinningen. Det finns belägg för att verksamhet vid Falu gruva var igång på 1000-talet, men mycket talar för att kopparmalm utvanns i området redan på 700-talet.
Någon bosättning på platsen från denna tid finns dock inte dokumenterad. Området tillhörde ursprungligen Torsångs socken. Kopparbergs kyrka, ursprungligen kallad Mariakyrkan, uppfördes under andra hälften av 1400-talet. Marknader torde tidigt ha hållits i Falun, troligen på Falan eller Gamla och Stora torget. Genom att gruvan fungerade som en särskild jurisdiktion ansågs troligen inte behovet av en stad trängande.
Under 1500– och 1600-talet var kopparutvinningen i Falun en viktig faktor till att Sverige kunde utvecklas till en europeisk stormakt, och i samband med detta började frågan om en stad på platsen bli aktuell. 7 januari 1608 utfärdade Karl IX privilegier för en stad Falun. Någon stad kom dock aldrig att inrättas efter dessa privilegier, även om man samma år lät uppföra ett rådhus. Nya privilegier utfärdades 1624 och den 30 oktober 1641, och det var först med det sista privilegiebrevet som en verklig stad inrättas. Redan 1624 hade dock borgmästare och rådmän utsetts.
Staden var redan då en av Sveriges största. Att Falun blev stad relativt sent berodde i hög grad på motstånd från bergsmännen (dvs de bergsbrukande bönderna). Att en stad verkligen kom till stånd berodde till stora delar på landshövdingen Johan Berendes d.y. idoga arbete. 
1761 i juni brann en stor del av den västra och i juli samma år den östra staden. 1842 brann 42 gårdar i den nordöstra delen av staden. Därefter har staden klarat sig från större bränder.
I mitten av 1600-talet var Falun Sveriges, med nuvarande landgränser, näst största stad efter Stockholm. Då hade staden drygt 6 000 invånare. Falun var också den största staden i Dalarna, men kom under 1900-talet att bli omvuxet av sin granne Borlänge. Det gör Falun till en av få residensstäder i landet som inte är länets största stad (andra är Nyköping och Härnösand). Inklusive omgivande landsbygd är dock Falun den befolkningsmässigt största kommunen.  Kyrkligt ingår Falun i Västerås stift.
I slutet av 1600-talet började nedgången för gruvan, och det stora raset vid midsommartid 1687, då Stora Stöten bildades, kan ses som slutet på gruvans blomstringstid. Driften fortsatte dock ytterligare drygt 300 år. 1992 upphörde gruvdriften. Nu är Falu Koppargruva en turistmagnet och del av världsarvet. 
Under slutet av 1700-talet och början av 1800-talet minskade Faluns befolkning stadigt, först med järnvägens tillkomst vände trenden. 1859 öppnades Gävle-Dala järnväg och 1879 järnvägen "Bergslagsbanan" Falun-Göteborg, vilket innebar en nytändning för industrin. Under slutet av 1800-talet utvecklades Falun även som skol- och administrationsstad.
Stadskärnan i Falun ansågs på 1950-talet så nedkörd att i stort sett inga byggnader var värda bevarande. Därför präglades en tid av 20 år av en successiv förnyelse genom att enstaka byggnader efter hand moderniserades eller byggdes nya. Denna utveckling bröts i mitten av 1960-talet. Faluns historiska stadskärna utplånades då till stora delar genom att hela kvarter med gammal trähusbebyggelse (ofta reveterade timmerhus eller slaggstenshus) revs och ersattes av nya byggnader. Detta skedde utan större hänsyn till Faluns mycket specifika historia och till dess kulturella särart. Den nya bebyggelsen fick en tidstypisk utformning (tegel- eller betongfasader), utan anpassning till den lokala byggnadstraditionen i Falun. Som exempel kan nämnas rivningen av hela Falan-kvarteret, delar av bebyggelsen efter Holmgatan och Åsgatan och av området kring Holmtorget. I samma veva revs även för Falun kulturellt och arkitektoniskt oersättliga byggnader som Selma Lagerlöfs gård på Villavägen, Badhuset och Bergmästarens arkiv på Åsgatan. 
Även den gamla Trotzgården, som givit namn åt Trotzgatan, försvann efter vanvård från kommunens sida som slutade med ett pyromandåd. Den gamla stadsplanen, som var uppbyggd med Åsen (Åsgatan) som utgångspunkt, sattes åt sidan genom breddning av Gruvgatan och dess förlängning genom södra centrum på 1950- till 1970-talet. Skarp kritik har riktats mot denna "rivningshysteri"  och de förändringar som den inneburit för stadskärnan. År 1975 kom en vändning. Falun blev utsedd som svenskt pilotprojekt under Det europeiska byggnadsvårdsåret. Rivningspolitiken tog slut successivt.
I slutet av 1970-talet vidtog ett arbete med att rätta till vad som hände på kort tid. Kring södra centrum pågår detta arbete fortfarande. På 1990-talet inleddes arbetet att ge gruvan och staden världsarvsstatus, och Gruvlandskapet och Falu gruva jämte stadsområdet inom 1600-talsplanen och delar av den omgivande bergsmansbygden ansågs så unika att de togs upp på världsarvslistan vid Unescos världsarvskommittés session i Helsingfors den 13 december 2001. Till den delvis svårt sargade stadens fördel talade bevarandet av tre stora trähusområden, Elsborg, Gamla Herrgården och Östanfors.
År 1908 flyttade Dalregementet in i de nybyggda kasernerna i Falun. Under 1995 och 1996 svarade regementet för att sätta upp den femte svenska FN-bataljonen i Bosnien, BA 05, vilken blev den första svenska truppstyrkan under Natobefäl. Dalregementet avvecklades 2000. I dag är det tidigare regementsområdet ett centrum för företagande och utbildning.
Falun har stått värd för världsmästerskapen i skidor fyra gånger: 1954, 1974, 1993 och 2015. Varje år arrangeras världscuptävlingar (Svenska Skidspelen) vid Riksskidstadion på Lugnet.

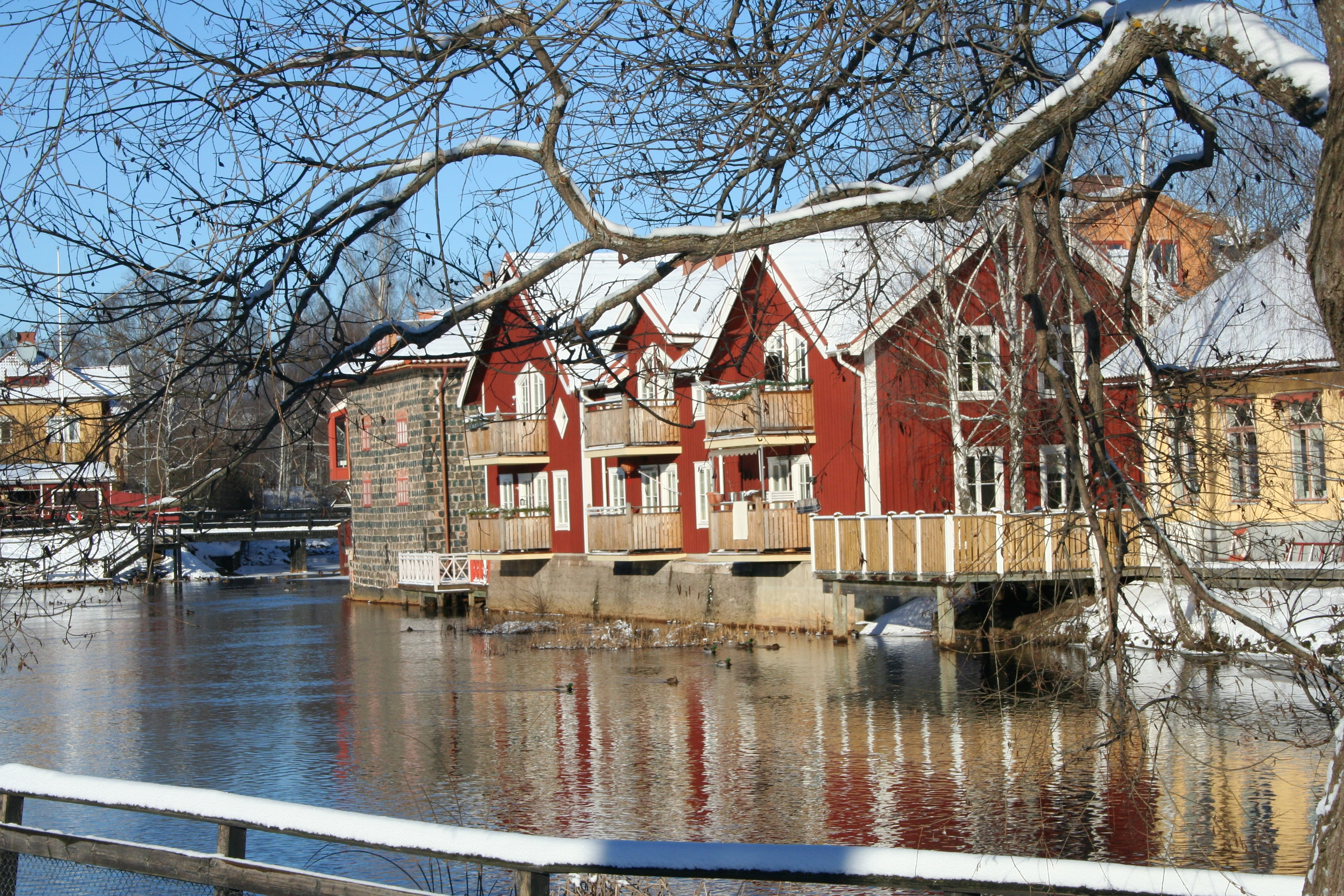
Falun vid Faluån, vintern 2007.
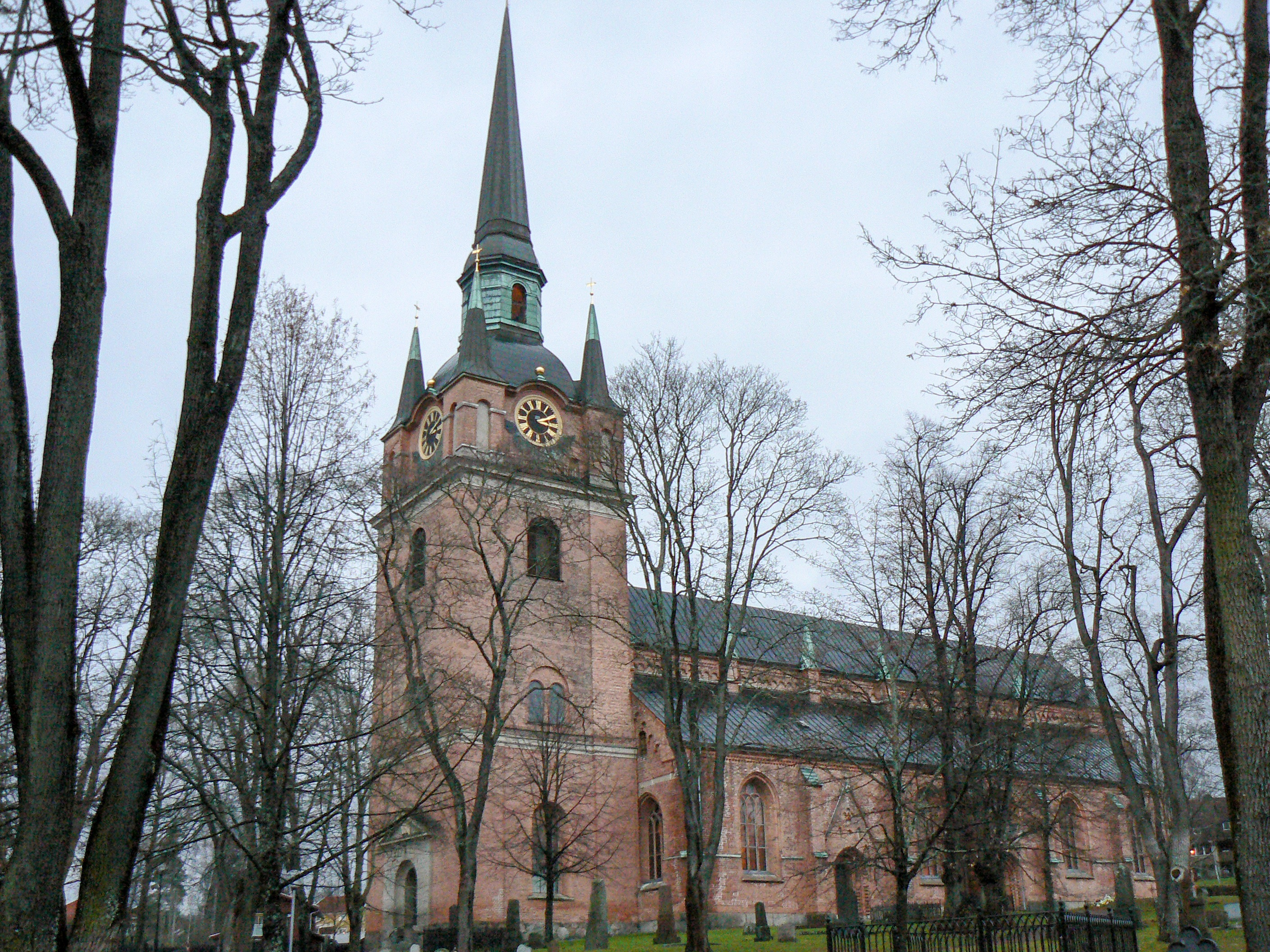
Stora Kopparbergs Kyrka, 2006.
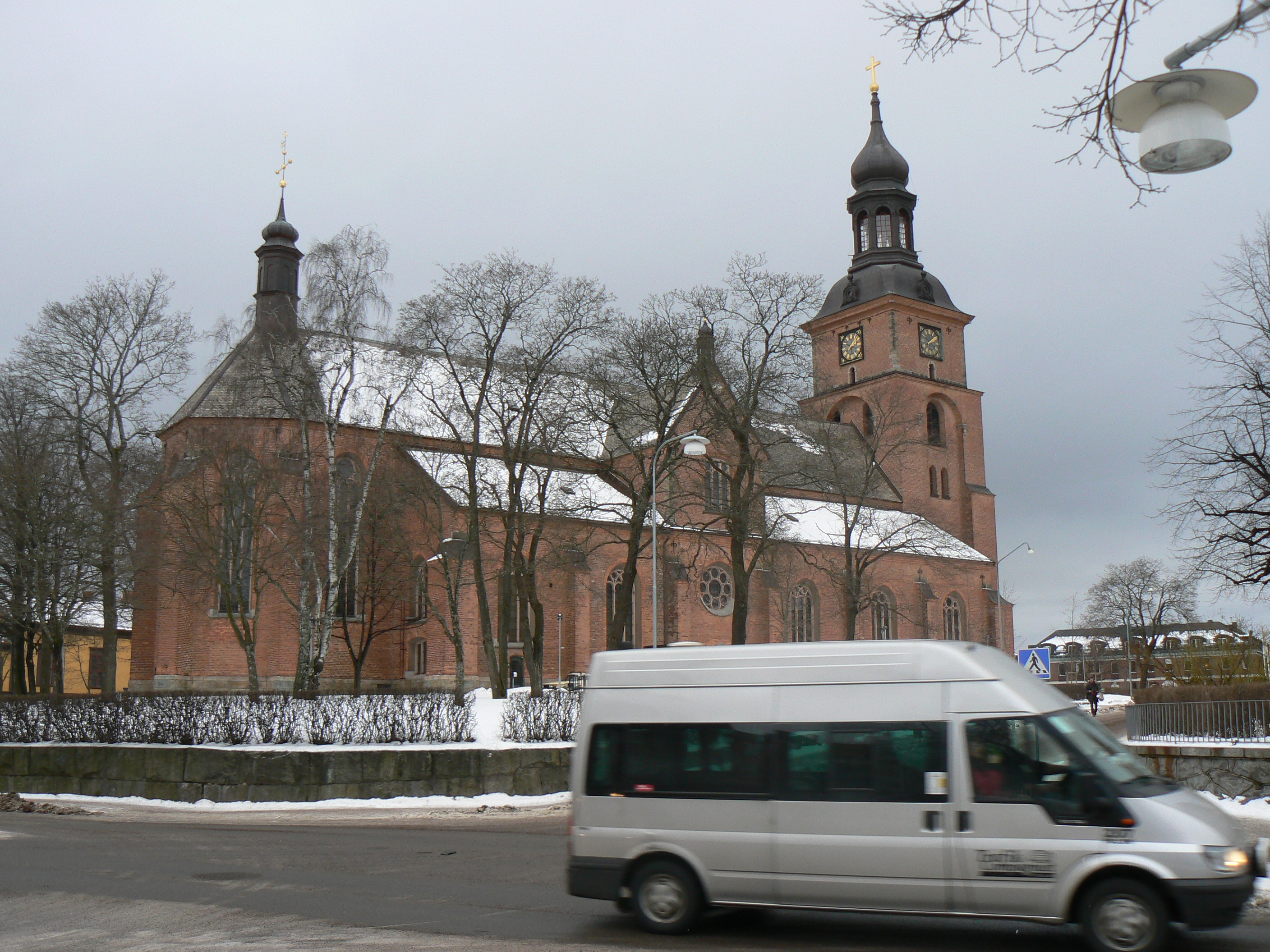
Kristine kyrka, 2007.
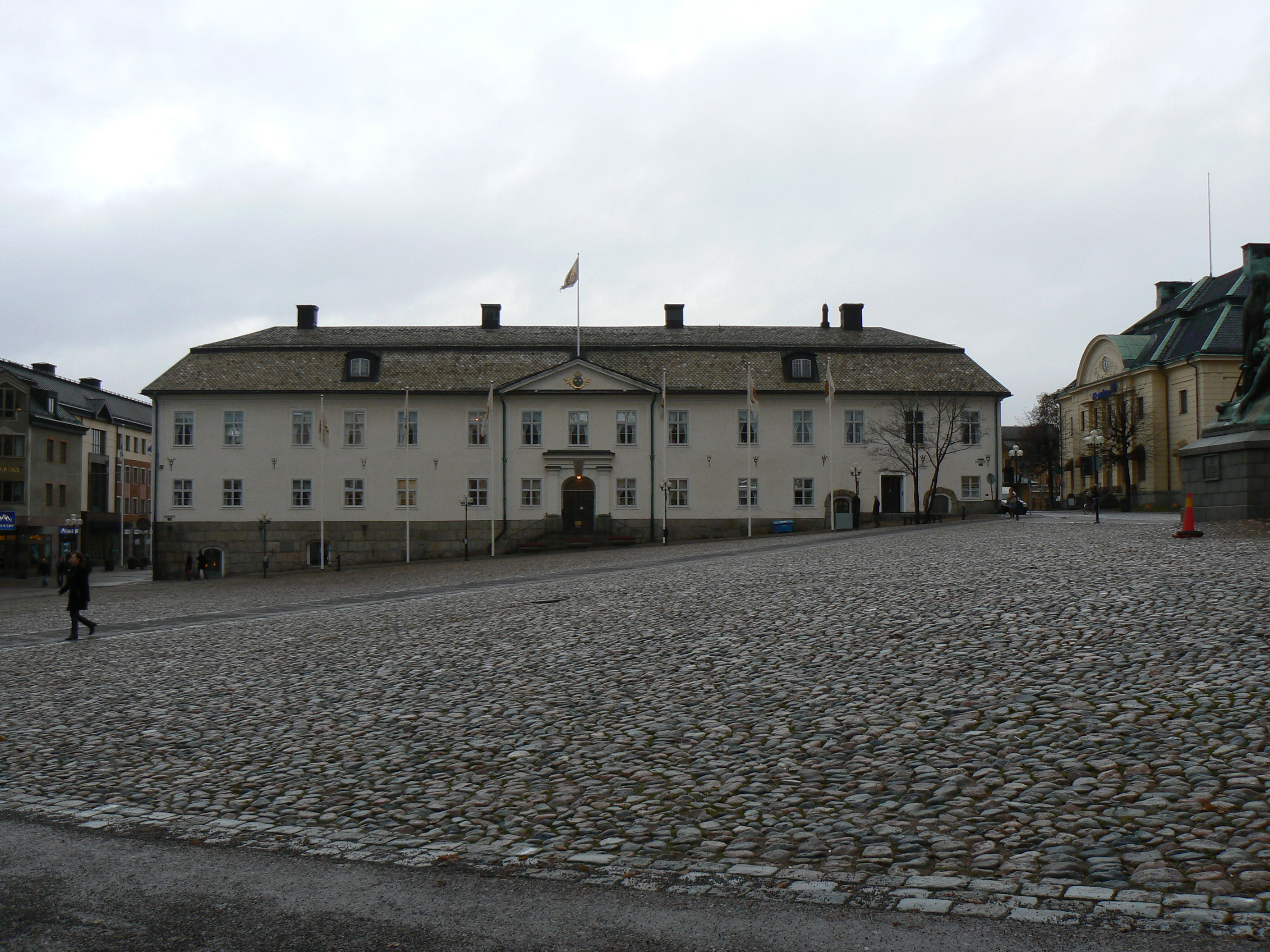
Stora torget med Rådhuset i centrala Falun 2006.

### Administrativa tillhörigheter
Falu stad bildades 1641 genom en utbrytning ur Stora Kopparbergs socken och ombildades vid kommunreformen 1862 till en stadskommun med delar av bebyggelsen i orten i Stora Kopparbergs socken/landskommun. Denna socken/landskommun införlivades 1967 i staden, varefter ortens bebyggelse bara upptog en mindre del av stadskommunens yta. 1971 uppgick Falu stad i Falu kommun och orten är sedan dess centralort i kommunen.
Falun har hört och hör till Falu Kristine församling samt en del till Stora Kopparbergs församling, dit hela orten hörde före 1665. Korsnäs, som räknas som sammanvuxen med staden från 1965, hör till Vika-Hosjö församling. 
Orten ingick till 1964 i domkretsen för Falu rådhusrätt, för att därefter till 1971 ingå i Falu domsagas norra tingslag. Sedan 1971 ingår Falun i Falu domkrets.

### Befolkningsutveckling
| Befolkningsutvecklingen i Falun 1960–2020 | Befolkningsutvecklingen i Falun 1960–2020 | Befolkningsutvecklingen i Falun 1960–2020 | Befolkningsutvecklingen i Falun 1960–2020 | Befolkningsutvecklingen i Falun 1960–2020 |
| --- | ----------------------------------------- | ----------------------------------------- | ----------------------------------------- | ----------------------------------------- |
| |                                           |                                           |                                           |                                           |
| År |                                           |                                           | Folkmängd                                 | Areal (ha)                                |
| 1960 | 1960                                      |                                           | 20 564                                    |                                           |
| 1965 | 1965                                      |                                           | 26 420                                    |                                           |
| 1970 | 1970                                      |                                           | 28 788                                    |                                           |
| 1975 | 1975                                      |                                           | 30 073                                    |                                           |
| 1980 | 1980                                      |                                           | 32 374                                    |                                           |
| 1990 | 1990                                      |                                           | 34 615                                    | 2 549                                     |
| 1995 | 1995                                      |                                           | 35 931                                    | 2 615                                     |
| 2000 | 2000                                      |                                           | 35 315                                    | 2 617                                     |
| 2005 | 2005                                      |                                           | 36 447                                    | 2 640                                     |
| 2010 | 2010                                      |                                           | 37 291                                    | 2 717                                     |
| 2015 | 2015                                      |                                           | 37 000                                    | 2 516                                     |
| 2020 | 2020                                      |                                           | 39 492                                    | 2 625                                     |
| Anm.: Sammanvuxen med Korsnäs 1965 och med Korsgården 1990. Gamla Berget och Korsgården och Stennäset utbrutna 2015 samtidigt som Hökviken och Österå införlivades. 2018 utbröts Österå och Hökviken. 2020 återgick Stennästet. 2023 utbröts Stora Källviken |                                           |                                           |                                           |                                           |

## Stadsbild

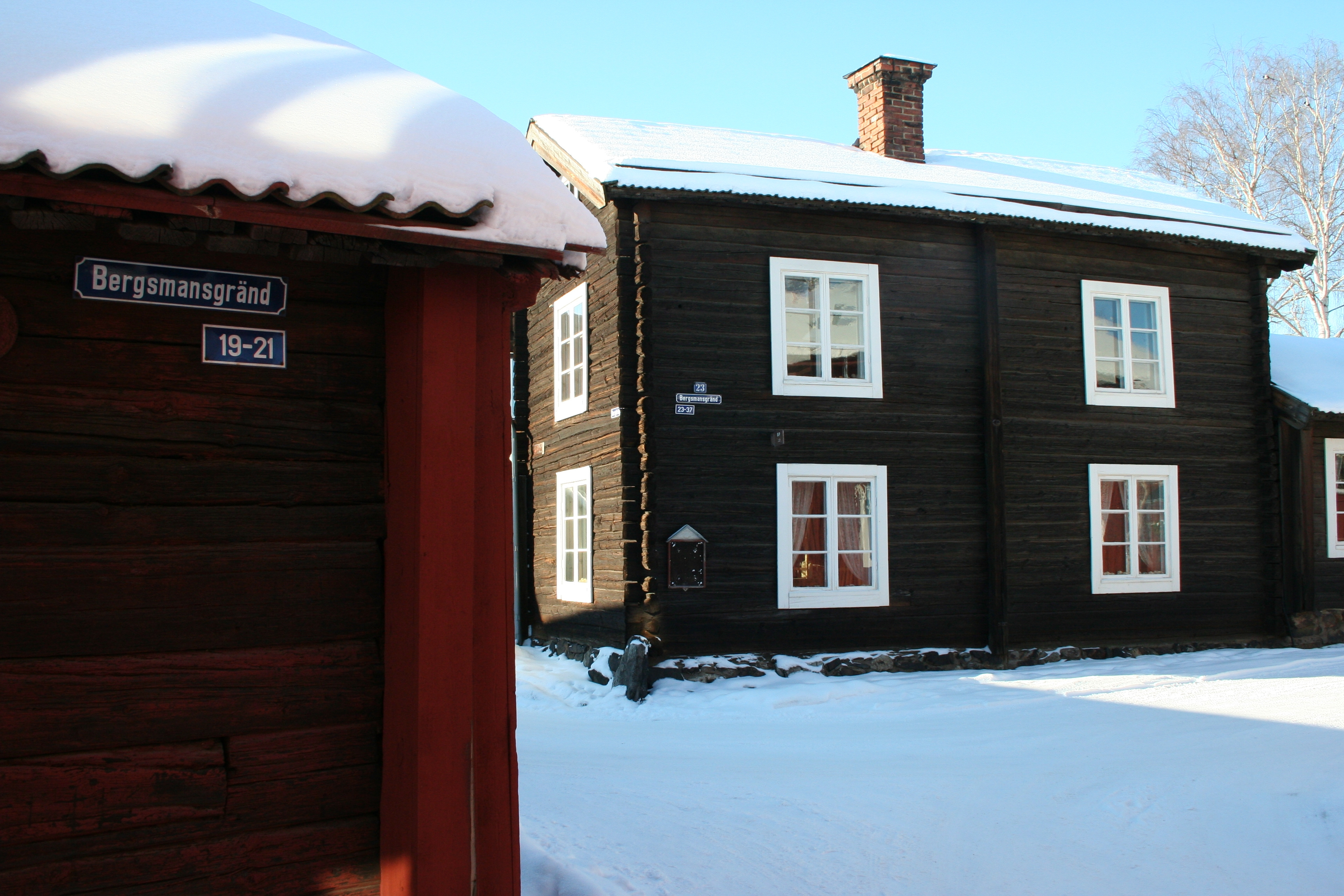
Vass-Brittas gård i Gamla Herrgården.

Falun brukar i folkmun delas in i två sidor, den ljuvliga och den gruvliga sidan. Gränsen mellan dessa två är Faluån. 
Den gruvliga sidan är den som ligger sydväst om ån med stadsdelarna Gamla Herrgården och Elsborg bland andra. Här bodde de mindre bemedlade gruvarbetarna i små trähus, varav många finns bevarade. Smeknamnet kommer från att det är på denna sida Falu koppargruva låg. 
Den ljuvliga sidan ligger nordost om ån och där återfinns stadens nuvarande affärscentrum samt även de pampiga villorna i stadsdelen Villastaden. I dessa bodde förnämt folk i första hand, och inte gruvarbetare. Under 1900-talets första år uppfördes ståtliga villor, flera av dem ritade av stadsarkitekten Klas Boman. Nuvarande bebyggelse är i stort sett den ursprungliga. Det är stora hus på stora lummiga tomter omgivna av häck eller staket. Området kröns av disponenten Erik Johan Ljungbergs slottsliknande palats Bergalid från 1902.

### Stadsdelar
| - Bojsenburg - Britsarvet - Centrum - Daglöstäkten - Elsborg - Främby - Galgberget - Gamla Berget - Gamla Herrgården - Gruvriset | - Haga - Haraldsbo - Herrhagen - Hosjö - Hälsingberg - Hälsinggården - Hästberg - Högbo - Järlinden - Järnet | - Korsnäs - Krondiket - Kvarnberget - Kyrkbacken - Källviken - Lugnet - Lustigknopp - Norslund - Parken - Pilbo | - Samuelsdal - Slaggen - Slussen - Slätta - Slättaskogen - Stennäset - Stenslund - Varggården - Villastaden - Östanfors |

### Anknytande vägar
- E16 från Gävle, Hofors
- E16 från Oslo, Borlänge
- Riksväg 50 från Söderhamn, Alfta (Bergslagsdiagonalen)
- Riksväg 50 från Örebro, Borlänge (Bergslagsdiagonalen)
- Riksväg 69 från Rättvik (Kopparleden)
- Riksväg 69 från Fagersta, Hedemora
- Länsväg 293 från Amsberg

## Utbildning
Högskolan Dalarna bildades 1977, och har campus i både Falun och Borlänge. Högskolan hade 2010 över 18 000 studenter, 700 anställda och erbjöd över 60 utbildningsprogram, varav 16 är på magisternivå, och 1 330 kurser. Högskolan Dalarna profilerar sig genom ett stort utbud av kurser och program inom områdena musik, media och design. I Falun finns utbildningar till sjuksköterska, barnmorska, lärare, samhällsvetare, socialarbetare, ljud- och musikproducent, film- och tv-producent, manusskribent för film och tv bland annat.
Musikkonservatoriet Falun är sedan 1967 en av Sveriges ledande skolor för musiker. Utbildningar finns inom i klassisk musik, jazz, folkmusik och komposition på både gymnasie- och eftergymnasial nivå. Musikkonservatoriet har spetsutbildningar med riksrekrytering. Musikkonservatoriet i Falun är landets enda gymnasieutbildning med ett specialutformat program i klassisk musik.
De fyra stora gymnasieskolorna i Falun är Lugnetgymnasiet, Kristinegymnasiet, Hagströmska Gymnasiet och Falu frigymnasium.

## Kultur, nöjen och sevärdheter
För att vara en stad i sin storlek har Falun ett rikt kulturliv. Det som satt staden på kartan är i första hand världsarvsutmärkelsen. Tack vare sin ställning som residensstad hyser Falun de flesta länsinstitutionerna, som Dalarnas museum, Dalateatern, Länsbiblioteket Dalarna, DalaSinfoniettan, Musik i Dalarna, Film i Dalarna och Dans i Dalarna.

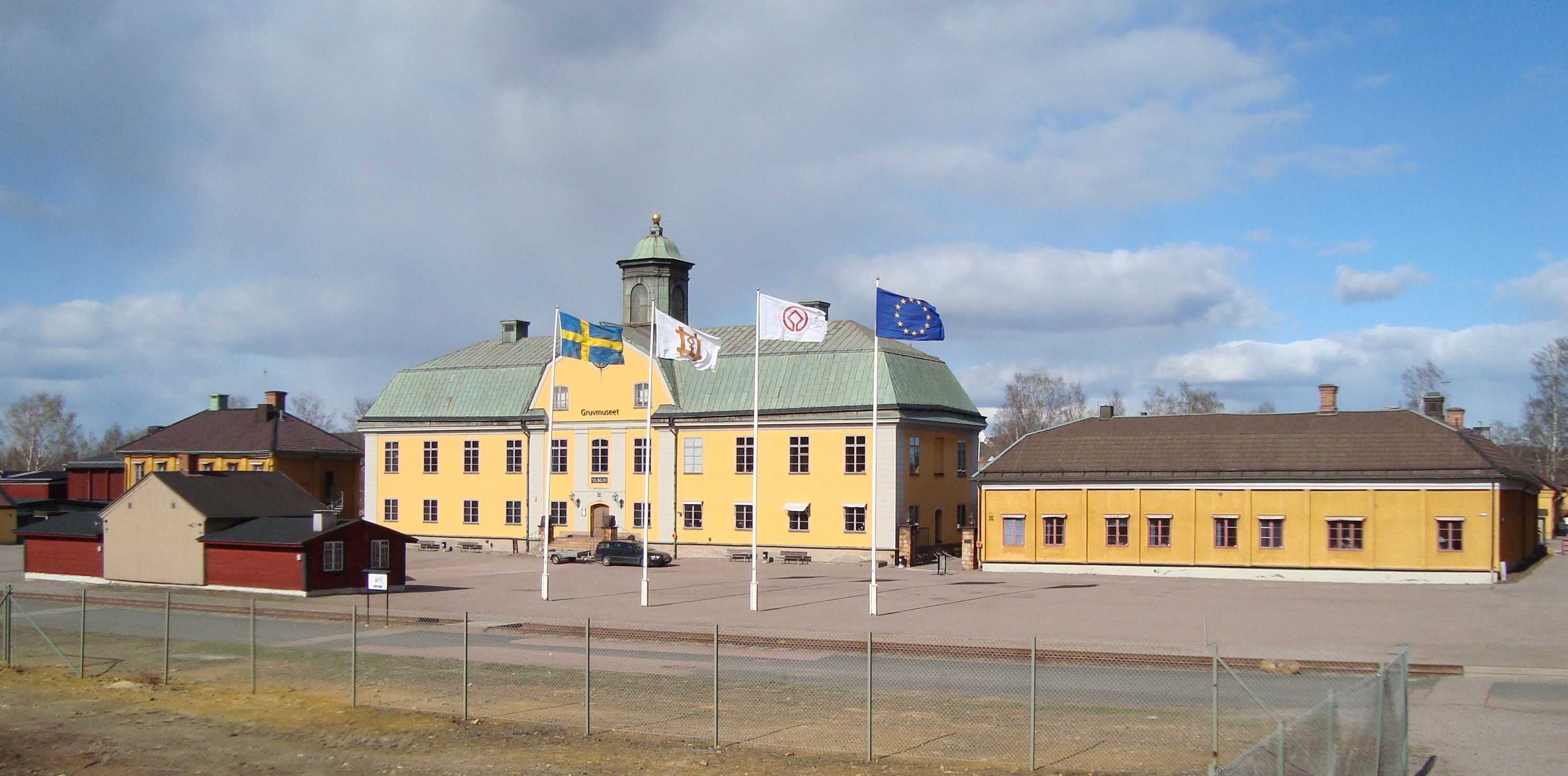
Gruvmuseet vid Falu gruva.

### Museer
- Falu koppargruva med tillhörande Gruvmuseet och Världsarvshuset som är en del av Världsarvet Falun.
- Länsmuseet Dalarnas Museum med dalamåleri, Grafiksalen, Selma Lagerlöfrummet och kafé Kopparhatten.
- 1700-talshuset Linnés bröllopsstuga där botanikern Carl von Linnés bröllop ägde rum.[31]
- Gamla butiken Thunströms köpmansgård från 1897 som numera är museum med trädgårdskafé.
- 1700-talsgården Harmsarvets bergsmansgård med museijordbruk och levande djur.
- Revykungen Ernst Rolfs födelsehem Ernst Rolf-gården i stadsdelen Elsborg
- Den välbevarade gruv- och hyttarbetargården Vass Britas gård från 1600-talet i stadsdelen Gamla Herrgården.
- Medicinhistoriska museet i Falun ligger i Nisserska huset vid Falu lasarett.
- Vid järnvägsstationen, i de gamla lokstallarna, finns Falu järnvägsmuseum som drivs av föreningen Gefle-Dala Jernväg.
- Dalregementets museum i Falun finns på kasernområdet. Ytterligare ett museum finns på Rommehed.

### Musik
Från 1986 till början av 2000-talet arrangerades den internationellt erkända världsmusikfesten Falun Folkmusik Festival (FFF)  av Dalarnas spelmansförbund under en vecka i juli. 
Falun har som resten av Dalarna en stark folkmusiktradition, vilken hålls levande av bland annat Falu Spelmanslag, som bildades under 1970-talets folkmusikvåg i Sverige. Varje höst anordnas festivalen/spelmansstämman Folkmusiknatta på Folkets hus.
Föreningen Musik i Dalarna har sitt säte i Falun och erbjuder konserter, musikteater och andra musikarrangemang. Musik i Dalarna ansvarar för DalaSinfoniettan, som är en symfoniorkester bestående av 28 anställda musiker, och DalaSinfoniettans kör. Falu Jazzklubb och Ung Jazz Falun är två föreningar som arrangerar jazzkonserter på Gamla Elverket, Ölandsgatan 8, och den förstnämnda har varit igång sedan mitten av 1970-talet.
Sedan 2008 arrangeras rockfestivalen Rockstad: Falun  och i början av juni varje år är det Falukalaset med Falukorvens dag  som mer har karaktär av en stadsfest där fokus ligger på karuseller och enstaka konserter. På sensommaren huserar musikfestivalen Granny goes street utanför ungdomshuset Arenan på Mormorsgatan.

#### Musiker och band från Falun
- Johan Borgert
- Paola Bruna
- Peter Carlsson
- Elda med höns
- Elias & the Wizzkids
- P-Floyd
- P-nissarna
- Sabaton
- Troll
- Putte Wickman
- Twilight Force
- Brothers of Metal
- Bolaget

I Falun finns många körer med olika inriktningar exempelvis Falu Kammarkör, Falu Fredskör Falu Kvartettsångare, Falu Miner Chords, Copper Town Harmony, Falu Folk & Gospel, Dominicakören, Annakören, Falu Kristine kyrkokör och Stora Kopparbergs kyrkokör.

### Dans
Danslivet i Falun är brokigt. Ett flertal mindre grupper och aktörer utövar allt från folkdans via bugg till bachata.
Stora Daldansen är namnet på en årligen återkommande dansfestival. 1988–2009 höll evenemanget till i Mora men sedan 2010 är Falun värdstad. Under några dagar erbjuds kurser och workshops i olika typer av dans för allmänheten liksom möjligheten att se mer kvalitativa dansföreställningar. Stora Daldansen anordnar också internationella tävlingar i klassisk balett och nutida dans. Tävlingarna lockar publik från hela Sverige. Stora Daldansen stöds av länsinstitutionen Dans i Dalarna, som har sitt säte i Falun.
Musikkonservatoriet har Sveriges enda dansarutbildning med inriktning scenisk folkdans. Utbildningen är 2-årig och vänder sig till professionella dansare. På Haraldsbogymnasiet finns estetiska programmet med inriktning dans, som är en 3-årig utbildning på gymnasienivå.
I Falun finns ett stort antal företag, föreningar och studieförbund som ordnar kurser i dans, för både barn och vuxna, amatörer och semiprofessionella. Några av företagen/föreningarna är Dansa i Falun, Dala Dansstudio, FaluFolk musik & dans (främst folkdanser), Dansa med Sanna (största salsaskolan i Mellansverige), Latinodans (bachata och salsa), Falu dansklubb (bugg och lindy hop), Dance & Style (zumba), Curved Beats (house/hiphop), Swing models, Kurbeatz (mixar hiphop/folkdans), Gamla Elverket (frigörande dans), Falu Squaredancers, Medborgarskolan, Folkuniversitetet, ABF och klubben Dansfeber som verkar för att fler restauranger och barer i Falun ska ordna så kallad social dans.
Sommartid anordnar entusiaster logdans i byarna runtomkring Falun, bland annat i Svärdsjö (lokalt välkända Mannes loge) och  Karlsbyheden. Även folkparken Lilltorpet, några kilometer sydväst om Falu centrum, bjuder upp till dans sommartid.

### Teater och film
Navet inom Faluns teaterscen är Dalateatern, som funnits sedan 1973, från början som fri teatergrupp, numera som länsteater. Teaterbyggnaden sitter ihop med Kulturhuset tio14 (tidigare Folkets Hus) och kallas ibland Falu stadsteater. Dalateatern sätter upp nyskriven såväl som klassisk dramatik. Falu teaterförening, en del av Riksteatern, arbetar som lokal arrangör för gästspel i staden, och även Dalateatern samarbetar med Riksteatern, vilket gör att många turnerande teater- och dansföreställningar sätts upp i Falun. I Falun har också intresseorganisationen Scenkonst Dalarna sitt kontor.
Magasinet, intill järnvägsstationen, är en stor gammal lagerlokal som har etablerat sig som en central plats för kulturevenemang, utställningar och konserter. Dalateatern i samarbete med Dalasinfoniettan har satt upp flera musikaler där, och artister som Håkan Hellström och Thåström använder det som konsertlokal.
Nisserska huset är en gammal vårdbyggnad intill Falu lasarett som 1997 förvandlades till kulturcentrum. Där finns amatörteatergruppen Nisserska teatern samt konstnärsateljéer till uthyrning. I de gamla lokstallarna nära järnvägsstationen spelar den fria teatergruppen Folkteatern i Dalarna.
Falun har numera endast en biograf, biografen Falan. Falan ligger på Östra Hamngatan 16, på andra sidan Faluån sett från Dalarnas museum, och har 354 fåtöljer fördelade på 4 salonger. Falan drivs av Svenska Bio. Bio Smultronstället och Falu Filmstudio har tidigare använt sig av Stadsteatern, numera Kulturhuset Tio14, men har för närvarande (2024) ingen aktivitet.
Sedan 2003 anordnas årligen Existentiell Filmfestival i Falun i samarbete mellan Högskolan Dalarna, Studieförbundet Bilda, Sigtunastiftelsen och Film i Dalarna. Under några dagar arrangeras filmvisningar och samtal med några av landets främsta regissörer och filmpersonligheter. 
Falun är hemvist för Film i Dalarna, som är till för att stödja filmprojekt i hela länet. Film i Dalarna är ett aktiebolag som helt ägs av Region Dalarna.

### Bibliotek och litteratur
Falu kommun har fem bibliotek och en bokbuss. Stadsbiblioteket – med sin stora dalasamling, konstgalleriet Hörnan, demokratirum och kafé – ligger vid Fisktorget i centrala Falun. Kommundelsbibliotek finns i Bjursås,  Näs (Hosjö), Svärdsjö, och Vika. Falun är också hemvist för Länsbibliotek Dalarna, som ska vara ett stöd och en samarbetspartner för folkbiblioteken.
Nobelprisbelönade författaren Selma Lagerlöf bodde i Falun under tio års tid, och skrev under de åren Nils Holgerssons underbara resa genom Sverige, En herrgårdssägen och Jerusalem-böckerna. Hon bodde i Centralpalatset vid Stora torget och i ett numera rivet trähus i Villastaden.  På Dalarnas museum finns Selma Lagerlöf-rummet, som är inrett med författarens möbler och tillhörigheter. Där finns också Selma Lagerlöfs bibliotek.
Botanikern och författaren Carl von Linné gjorde sommaren 1734 sin berömda Dalaresa, på uppdrag av dåvarande landshövdingen. Linné bodde några månader i Falun, träffade sin kärlek Sara Elisabet Moraea och gifte sig med henne i Sveden. Gården där bröllopet ägde rum är idag en del av Världsarvet Falun och går under namnet Linnés bröllopsstuga.

### Konst och design

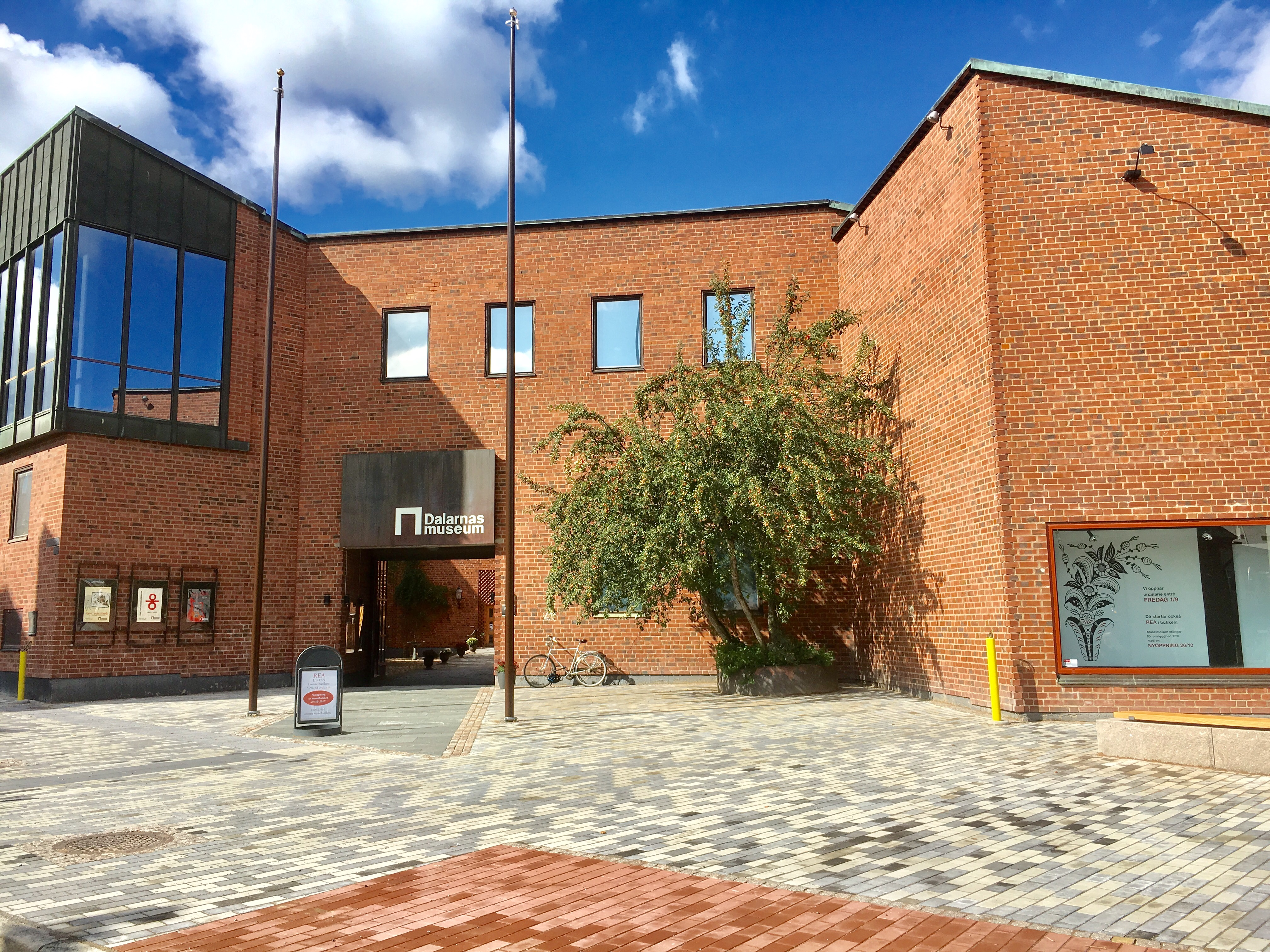
Dalarnas museums entré från Hälsingtorget. Dalarnas museum är Dalarnas länsmuseum och ligger centralt i Falun, intill Faluån.

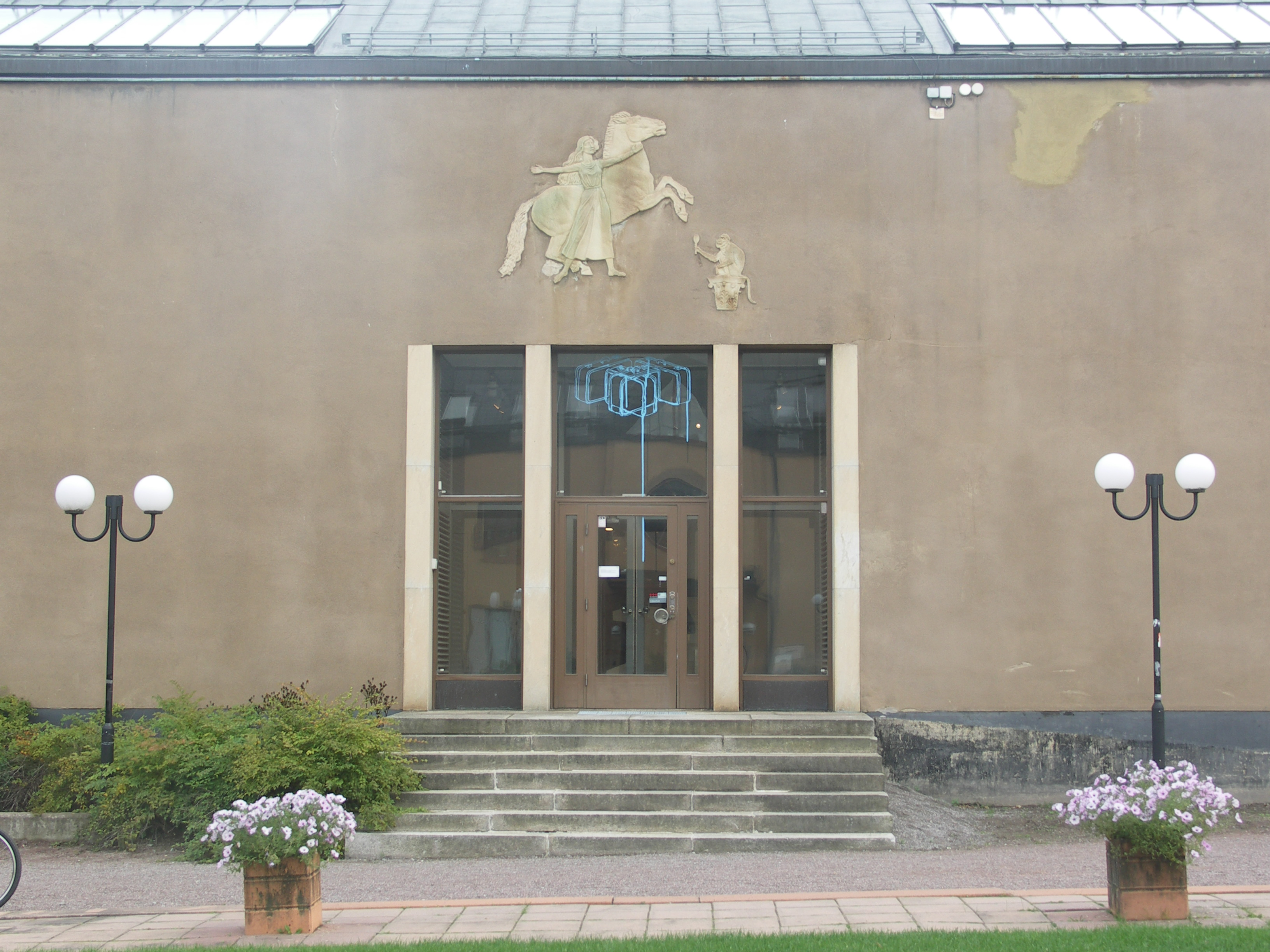
Falu konsthall

Museibyggnaden Dalarnas museum är sammanbyggd med Falu konsthall, som vetter mot Medborgarplatsen. Dalarnas museum går i nyklassisk stil och ritades av arkitekten Hakon Ahlberg, museet ligger på Stigaregatan 2-4 och etablerades 1962. Konsthallen uppfördes invid Faluån 1935 och är kulturminnesmärkt. Konsthallen svarar för museets temporära utställningar, som höstsalongen.
Vid sidan om konsthallen finns Falu konstgrafiska verkstad i stadsdelen Östanfors, som både har utställningar och erbjuder kurser i grafik. Falun var hemort för grafikern Axel Fridell och platsen för hans första utställning, och blev på 1940-talet känd för gruppen Falugrafikerna bestående av de fem konstnärerna Stig Borglind, Bertil Bull Hedlund, Hans Norsbo, David Tägtström och Helge Zandén. Falu Konstgrafiska Verkstad (FKV) är en stolt bärare och utvecklare av en mångårig grafisk tradition i Falun. Föreningen Emaljverkstaden håller till vid Gruvan och driver en av landets få verkstäder där konstnärer kan experimentera och framställa konstverk i emalj. Några konstgallerier i Falun är kommunala Galleri Hörnan i Stadsbiblioteket och konstnärsdrivna Galleri Se på Slaggatan.
Den årligen återkommande Falu Konstvecka med Konstnatten är en vecka med konstrelaterade events som öppna ateljéer, utställningar, visningar och konstnärssamtal. Arrangerar gör föreningen Kulturnatten, med stöd av kommunen.
Konstrundan Falun/Borlänge som är en konstrunda som arrangeras i oktober varje år av den ideella föreningen Konst i Kvadrat (KiK). 2010 hade konstrundan omkring 5 000 besökare fördelade på 29 utställningsplatser.
I Falun finns den anrika Dalarnas konstförening som bildades 1926. Det var samling konstnärer och konstintresserade i Falun som aktivt ville stödja konstlivet i Dalarna. Några av medlemmarna var Helge Zandén, Hans Norsbo, Bertil Bull Hedlund, Arvid Backlund samt Karin Larsson och Emma Zorn. Dalarnas Konstförening är fortfarande aktiv och anordnar konstsalonger, seminarier och konstresor i Falun och övriga länet med stöd av Falu kommun.  Sedan 1995 finns också den ideella föreningen Konst i Dalarna (KiD), som verkar för bild- och formkonstens främjande, och har flera Falukonstnärer som medlemmar. 
Länskonst Dalarna syftar till att utveckla och samordna konstprojekt och konstpedagogiskt arbete i Dalarna och medfinansieras av Statens kulturråd. Konstkonsulent för länet är konstnären Jordi Arkö. Länskonst Dalarna ingår sedan 2006 i samarbetet  VideoGUD tillsammans med landstingen i Gävleborg och Uppsala. VideoGUD är ett videokonstprojekt som årligen arrangerar en festival. 2011 hölls videokonstfestivalen på Magasinet i Falun.
Designern Marianne Westman, som bland annat skapat kultförklarade porslinsmönstren Picknick och Mon Amie till Rörstrand, kommer från Falun liksom Per Holknekt, grundaren av klädmärket Odd Molly.
För barn och unga finns musik-, konst- och teaterskola i kommunal regi.

## Press & media

### Dagstidningar
- oberoende liberala Falu Kuriren (ingår i Dalarnas Tidningar)
- socialdemokratiska Dala-Demokraten

### Övrig press
- Nöjestidningen Nolltvå [62]
- Veckotidningen Dalabygden
- Webbtidningen FalunBorlänge [63]
- Annonsbladet
- Mitt Dalarna

### Radio
- P1 90,4
- P2 94,2
- P3 96,5
- P4 Dalarna 100,2
- Studentradion Falun
- Mix Megapol 103,2
- Rockklassiker 107,1
- Rix FM 101,7
- Musikkanalen Wolf FM 88.8 MHz
- Vinyl 90,4[64]

### TV
- Svt Dalarna
- TV4 Dalarna

## Natur och fritid

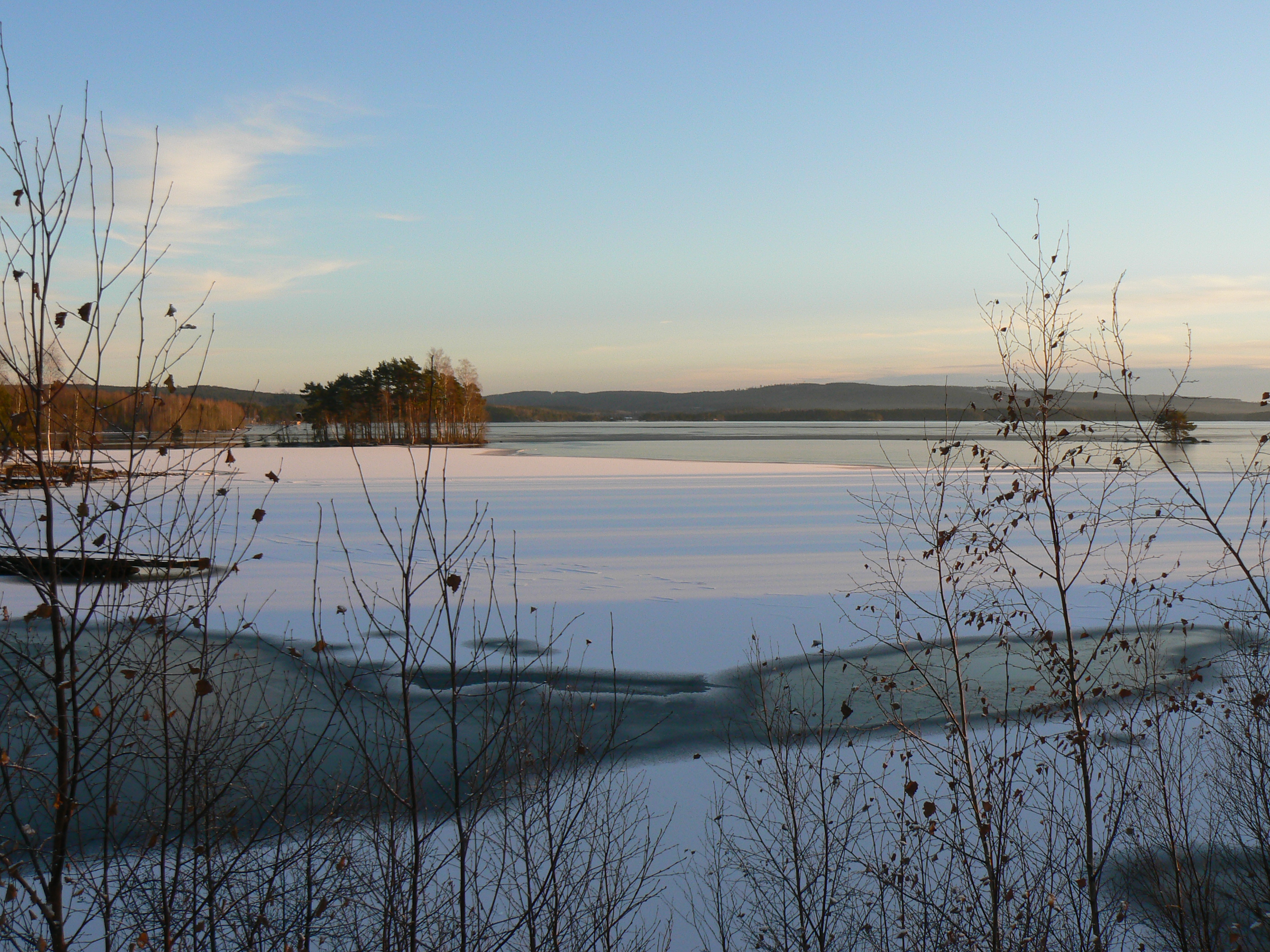
Januarivy över Runn från Roxnäs industriområde i Falun 2007

Falun är beläget i en dal, med Faluån som skär igenom stadskärnan och flera sjöar intill. Största sjö är Runn, som sträcker sig från Falu centrum till Vika och Torsång. I anslutning till Runn sker många aktiviteter. Sommartid lockas folk till badplatser som Roxnäs udde, Sandlandet, Främby udde och till båtbryggor som Vika strand, Häsinggårdsbryggan, Källviken. Båtarna Slussbruden I och II trafikerar sträckan Slussen–Hellmansö. På vintern plogas skridskobanor upp på Runn, över fem mil totalt, och Faluborna ger sig ut på isen med långfärdsskridskor, spark eller längdskidor. I februari varje år ordnas Runn winter week – en vecka av vinteraktiviteter med tillhörande jippon.  
Falu kommun satsar mycket pengar på sportanläggningar, vilket stundtals väckt stark kritik. Kommunen vill profilera sig som en idrottsstad.
I Falun finns 21 allmänna bad enligt Länsstyrelsen.

### Sjöar
- Runn är Faluns största sjö och Dalarnas näst största (efter Siljan) [71]
- Hosjön ligger i östra Falun, och är en populär badsjö för de boende i Hosjö.
- Stora Vällan och Önsbackdammen med dansbanan Lilltorpet ligger på berget bakom Falu gruva, ett par kilometer från centrum.
- Varpan är en bad- och fiskesjö som ligger mellan Bojsenburg och Bergsgården. Varpan rinner ut i Faluån.
- Stångtjärn är en liten men populär badsjö i skogen ovanför Slätta och Herrhagen.
- Liljan är en del av Runn. Välbesökt badplats med bryggor finn vid Liljans Herrgård i Norsbo.

### Naturreservat
I Falu kommun finns 14 naturreservat. De tre som ligger närmast stadskärnan är:
- Lugnets naturreservat bakom skidstadion. Storslagna vyer och gammeldags odlingslandskap, som Sjulsarvet.
- Rottnebyskogen ligger i östra Falun, nära området Hälsingberg. Området blev naturreservat efter protester mot att skogen skulle skövlas.[73]
- Runns norra öar är Faluns nyaste naturreservat. Omfattar tio öar och Roxnäs udde. De tre största öarna i reservatet är Dejstolen, Hellmansö och Hjärtklack.[74]

### Idrott och fritid
- Riksskidstadion Lugnet med anläggningar för backhoppning, simhall, skidspår, rullskidspår, inomhusrink och curlinghall, konstfrusen bandybana samt konstfrusen ishockeyrink.
- Kommunen har tre skidanläggningar: Källviksbacken, Svärdsjöliften och Bjursås Ski center med 7 liftar och 21 nedfarter.[75]
- I stadsdelen Slätta finns en sporthall med gym, squashhallar och utomhuspool med rutschbana som är öppet för allmänheten.
- Ridanläggningar och stall finns i Sveden, Främby och Svärdsjö.

## Näringsliv

### Bankväsende
Falu stads sparbank grundades 1825. År 1851 grundades Kopparbergs läns sparbank som huvudsakligen riktade sig mot resten av länet, även om huvudkontoret låg i Falun. De båda sparbankerna uppgick år 1969 i Länssparbanken Dalarna som senare blev en del av Swedbank.
Kopparbergs enskilda bank grundades i Falun år 1836. År 1892 öppnade även Sveriges riksbank i staden. Bankaktiebolaget Stockholm-Öfre Norrland öppnade ett kontor i Falun den 1 januari 1899. Den 2 januari 1904 inledde Dalarnes bank sin verksamhet i Falun. Den uppgick redan 1908 i Stockholm-Öfre Norrland. År 1918 öppnade även Dalarnas folkbank på orten, varpå den banken redan nästa år uppgick i Mälareprovinsernas bank. Då hade Stockholm-Öfre Norrland uppgått i Svenska Handelsbanken som några år senare även skulle ta över Mälarbanken. Även Svenska lantmännens bank etablerade ett kontor som senare skulle tillhöra Jordbrukarbanken. Slutligen uppgick Kopparbergsbanken år 1922 i Göteborgs bank. Skandinaviska Enskilda Banken etablerade sig i Falun först år 1973.